# Temporada 2018 del CER-GT
La Temporada 2018 del CER-GT incluye las temporada 2018 del Campeonato de España de Resistencia y del Campeonato de España de GT. Celebra su undécima edición de la mano de V-Line. Por primera vez dentro del CER se incluyen el Campeonato de España de TCR (sustituyendo a la categoría D1) y la copa Ford Fiesta Pura Pasión, un campeonato organizado por el piloto del CER Vicente Vallés.

## Cuadro de honor
| CER Clase 1                              | CER Clase 1                              | CER Clase 2                       | CER Clase 2                       | CER Clase 3                            | CER Clase 3                            |
| ---------------------------------------- | ---------------------------------------- | --------------------------------- | --------------------------------- | -------------------------------------- | -------------------------------------- |
| David Cebrián & Max Llobet SEAT León TCR | David Cebrián & Max Llobet SEAT León TCR | Ferrán Méndez Renault Clio Cup IV | Ferrán Méndez Renault Clio Cup IV | Vicente Vallés Ford Fiesta 1.6/ST Line | Vicente Vallés Ford Fiesta 1.6/ST Line |
| Trofeo TCR CER                           | División 2                               | División 3                        | División 4                        | División 5                             | División 6                             |
| David Cebrián Max Llobet                 | Andoni Parron                            | Ángel Santos                      | Ferrán Méndez                     | Juan Campos                            | Iván Velasco                           |

| Campeonato de España de GT                         | Campeonato de España de GT   | Campeonato de España de GT   |
| -------------------------------------------------- | ---------------------------- | ---------------------------- |
| Pedro Marreiros & Nuno Batista Porsche 911 GT3 Cup |                              |                              |
| GT Clase 1                                         | GT Clase 2                   | GT Clase 3                   |
| Javier Morcillo Manuel Cintrano                    | Pedro Marreiros Nuno Batista | José Martínez Javier Escobar |

## Calendario
| Ronda | Duración | Circuito               | Fecha        |
| ----- | -------- | ---------------------- | ------------ |
| 1     | 2h       | Circuito Ricardo Tormo | 15 de abril  |
| 2     | 1h       | Motorland Aragón       | 19 de mayo   |
| 2     | 1h       | Motorland Aragón       | 20 de mayo   |
| 3     | 1h       | Circuito de Navarra    | 9 junio      |
| 3     | 1h       | Circuito de Navarra    | 10 junio     |
| 4     | 1h       | Circuito del Jarama    | 6 octubre    |
| 4     | 1h       | Circuito del Jarama    | 7 octubre    |
| 5     | 2h       | Circuito de Cataluña   | 11 noviembre |

## Campeonato de España de Resistencia
Clase 1
| Pos                                                   | Piloto                                          | Escudería          | Coche                   | CRT            | ARA            | ARA            | NAV            | NAV            | JAR            | JAR            | CAT            | Retención      | Pts            |                |                |                |
| Trofeo TCR CER                                        | Trofeo TCR CER                                  | Trofeo TCR CER     | Trofeo TCR CER          | Trofeo TCR CER | Trofeo TCR CER | Trofeo TCR CER | Trofeo TCR CER | Trofeo TCR CER | Trofeo TCR CER | Trofeo TCR CER | Trofeo TCR CER | Trofeo TCR CER | Trofeo TCR CER | Trofeo TCR CER | Trofeo TCR CER | Trofeo TCR CER |
| ----------------------------------------------------- | ----------------------------------------------- | ------------------ | ----------------------- | -------------- | -------------- | -------------- | -------------- | -------------- | -------------- | -------------- | -------------- | -------------- | -------------- | -------------- | -------------- | -------------- |
| Artículo principal: Anexo:Temporadas del TCR CER#2018 |                                                 |                    |                         |                |                |                |                |                |                |                |                |                |                |                |                |                |
| D2                                                    |                                                 |                    |                         |                |                |                |                |                |                |                |                |                |                |                |                |                |
| 1                                                     | Andoni Parron                                   | A+GAS Kirol Kluba  | Peugeot 308 Racing Cup  | 1              |                |                | 1              | 1              | 2              | 2              | 1              |                | 204            |                |                |                |
| 2                                                     | Frédéric Billon Thierry Malassagne              |                    | Peugeot 308 Racing Cup  | 3              | 1              | 1              | 2              | 2              | DNS            | 3              | 4              |                | 191,6          |                |                |                |
| 3                                                     | Pierre Arraou                                   |                    | Peugeot 308 Racing Cup  | 2              | 3              | 2              | 3              | 3              | Ret            | 4              | 2              |                | 179,6          |                |                |                |
| 4                                                     | Eduardo Lázaro                                  | Skualo Competición | Seat León Supercopa MK2 | 4              | 2              | 3              | 4              | 4              | 3              | 4              | Ret            |                | 93,8           |                |                |                |
| 5                                                     | Thomas Padovani                                 |                    | Alpine A110 Cup         |                |                |                |                |                | 1              | 1              |                |                | 72             |                |                |                |
| 6                                                     | José Ignacio Gómez                              | Skualo Competición | Seat León Supercopa MK2 |                | 2              | 3              | 4              | 4              |                |                | Ret            |                | 68,6           |                |                |                |
| 7                                                     | Nicolas Abella                                  |                    | Peugeot 308 Racing Cup  | 2              |                |                |                |                |                |                |                |                | 33,6           |                |                |                |
| 8                                                     | Aitor Calvet Luis A. Palmero                    | Drivex School      | Volkswagen Scirocco     |                |                |                |                |                | Ret            | DNS            |                |                | 0              |                |                |                |
| Pilotos no aptos para puntuar ni bloquear             |                                                 |                    |                         |                |                |                |                |                |                |                |                |                |                |                |                |                |
|                                                       | Gaëtan Paletou Alex Carnejac Maxime Batifoulier |                    | Peugeot 308 Racing Cup  |                |                |                |                |                |                |                | 3              |                |                |                |                |                |

Clase 2
| Pos                                       | Piloto                               | Escudería              | Coche               | CRT | ARA | ARA | NAV | NAV | JAR | JAR | CAT | Retención      | Pts   |    |    |    |
| D3                                        | D3                                   | D3                     | D3                  | D3  | D3  | D3  | D3  | D3  | D3  | D3  | D3  | D3             | D3    | D3 | D3 | D3 |
| ----------------------------------------- | ------------------------------------ | ---------------------- | ------------------- | --- | --- | --- | --- | --- | --- | --- | --- | -------------- | ----- | -- | -- | -- |
| 1                                         | Ángel Santos                         | Chefo Sport            | Peugeot RCZ         | 2   | 3   | 3   | 1   | 1   | 4   | 2   | 1   | (263,2 - 21,6) | 241,6 |    |    |    |
| 2                                         | Gabriel Alonso                       | Chefo Sport            | Peugeot RCZ         | 3   | 4   | 1   | 2   | 2   | 3   | Ret | 3   |                | 221,6 |    |    |    |
| 3                                         | Robert García Mikel Huarte           | Euskadi Racing         | BMW M235I Racing    | 1   | 1   | 5   | Ret | 3   | 1   | 1   | Ret |                | 201,6 |    |    |    |
| 4                                         | Jorge Espinosa                       | Euskadi Racing         | BMW M235I Racing    | 4   | Ret | 4   | 4   | 4   | 5   | 3   | 2   |                | 177,6 |    |    |    |
| 5                                         | Nicolás Abella                       | Chefo Sport            | Peugeot RCZ         |     |     |     | 1   | 1   | 4   | 2   | 1   |                | 162,4 |    |    |    |
| 6                                         | Alfonso Colomina Moisés Ruiz         | SMC Junior             | Peugeot RCZ         | DNS | 2   | 2   | 3   | Ret | 2   | 4   |     |                | 147,6 |    |    |    |
| 7                                         | Mariano Alonso                       | Chefo Sport            | Peugeot RCZ         |     |     |     | 2   | 2   | 3   | Ret | 3   |                | 124,4 |    |    |    |
| 8                                         | Francisco J. Fuentes                 | Chefo Sport            | Peugeot RCZ         | 2   | 3   | 3   |     |     |     |     |     |                | 100,8 |    |    |    |
| 9                                         | Ígor Urien                           | Chefo Sport            | Peugeot RCZ         | 3   | 4   | 1   |     |     |     |     |     |                | 97,2  |    |    |    |
| 10                                        | Luís M. García                       | Euskadi Racing         | BMW M235I Racing    | 4   |     |     | 4   | 4   |     |     |     |                | 75,6  |    |    |    |
| 11                                        | Ander Vilariño                       | Euskadi Racing         | BMW M235I Racing    |     | Ret | 4   |     |     |     |     | 2   |                | 55,2  |    |    |    |
| D4                                        |                                      |                        |                     |     |     |     |     |     |     |     |     |                |       |    |    |    |
| 1                                         | Ferrán Méndez                        | Skualo Competición     | Renault Clio Cup IV | 1   | 2   | 2   | 7   | 4   | 2   | 7   | 3   | (258,8 - 14)   | 244,8 |    |    |    |
| 2                                         | Dídac Ros                            | R2C Junior Team        | Renault Clio Cup IV | 4   | 1   | 3   | 4   | 2   | 4   | 4   | 4   | (252,8 - 24)   | 228,8 |    |    |    |
| 3                                         | Henk Van Zoest                       | Skualo Competición     | Renault Clio Cup IV | 2   | 3   | 1   | Ret | 5   | 3   | 10  | Ret |                | 170,8 |    |    |    |
| 4                                         | José Luís López Álvaro Rodríguez     | CD Plemar Sport        | Renault Clio Cup IV | 5   | 4   | 5   | 5   | 7   | 8   | 7   | 5   | (165,6 - 10)   | 155,6 |    |    |    |
| 5                                         | Marc De Fulgencio                    | Motor Club Sabadell    | Renault Clio Cup IV |     |     |     | 1   | 1   | 5   | 1   |     |                | 140   |    |    |    |
| 6                                         | Arturo Espuny                        | Motor Club Sabadell    | Renault Clio Cup IV |     |     |     | 3   | 3   | 10  | 6   | 1   |                | 138   |    |    |    |
| 7                                         | Nicolas Milan                        |                        | Renault Clio Cup IV |     | 5   | 4   | 2   | Ret |     |     |     |                | 75,6  |    |    |    |
| 8                                         | Francisco Pérez                      | CDE Última Vuelta      | Peugeot 207 Proto   |     |     |     |     |     | 1   | 3   |     |                | 14    |    |    |    |
| 9                                         | José Ant. Rueda Rafael Rodríguez     | SMC Junior             | Renault Clio Cup IV |     |     |     |     |     | 6   | 2   |     |                | 14    |    |    |    |
| 10                                        | Thibaut Bossy Pierre Etienne Chaumat |                        | Renault Clio Cup IV | 3   |     |     |     |     |     |     |     |                | 44    |    |    |    |
| 11                                        | Nicolás Abella                       | Chefo Sport            | Renault Clio Cup IV |     | 5   | 4   |     |     |     |     |     |                | 39,6  |    |    |    |
| 12                                        | Mathieu Lennepoudenx                 |                        | Renault Clio Cup IV |     |     |     | 2   | Ret |     |     |     |                | 36    |    |    |    |
| 13                                        | Valentin Simonet Clément Guillot     |                        | Renault Clio Cup IV |     |     |     | 6   | 6   |     |     |     |                | 32    |    |    |    |
| 14                                        | Jaime Mollá                          | RAC Circuito Guadalope | Renault Clio Cup IV | 6   |     |     |     |     |     |     |     |                | 28    |    |    |    |
| 15                                        | Jouan Alexandre Arthur Leprete       |                        | Mitjet 2.0          |     |     |     |     |     | 9   | 8   |     |                | 18    |    |    |    |
| 16                                        | Sergi Morera Bruno Méndez            | Chefo Sport            | Renault Clio Cup IV |     |     |     |     |     | 7   | Ret |     |                | 14    |    |    |    |
| 17                                        | Jean-Luis Dauger German Brout        |                        | Mitjet 2.0          |     |     |     |     |     | 11  | 9   |     |                | 13    |    |    |    |
| Pilotos no aptos para puntuar ni bloquear |                                      |                        |                     |     |     |     |     |     |     |     |     |                |       |    |    |    |
|                                           | Marta Súria                          | SMC Júnior             | Renault Clio Cup IV |     |     |     |     |     |     |     | 2   |                |       |    |    |    |

Clase 3
| Pos                                       | Piloto                                | Escudería               | Coche                | CRT     | ARA | ARA | NAV | NAV | JAR | JAR | CAT | Retención    | Pts   |    |    |    |
| D5                                        | D5                                    | D5                      | D5                   | D5      | D5  | D5  | D5  | D5  | D5  | D5  | D5  | D5           | D5    | D5 | D5 | D5 |
| ----------------------------------------- | ------------------------------------- | ----------------------- | -------------------- | ------- | --- | --- | --- | --- | --- | --- | --- | ------------ | ----- | -- | -- | -- |
| 1                                         | Juan Campos                           | Peña Autocross Arteixo  | Renault Clio Cup III | 1 (Ret) | 1   | 1   | 1   | 2   | 4   | 3   | 1   | (219,6 - 20) | 199,6 |    |    |    |
| 2                                         | Vicente Vallés                        |                         | Ford Fiesta 1.6      |         |     |     |     |     | 1   | 1   | 4   |              | 128   |    |    |    |
| 3                                         | Borja Hormigos                        | Euskadi Racing          | Mini Challenge       |         |     |     | 2   | 1   | 3   | 4   |     |              | 101,6 |    |    |    |
| 4                                         | Jean-Philippe Thanneur Simon Thanneur |                         | Renault Clio Cup III |         |     |     |     |     | 5   | 5   | Ret |              | 40    |    |    |    |
| 5                                         | Henri Pellefigue E.Atkatian           |                         | Renault Spider       |         |     |     |     |     | 2   | Ret | Ret |              | 36    |    |    |    |
| =                                         | Gustavo Gomar                         | Eficar                  | Renault Clio Cup III |         |     |     |     |     | Ret | 2   |     |              | 36    |    |    |    |
| 6                                         | Julio Carayol                         |                         | Renault Clio Cup III |         |     |     |     |     | 6   | 6   | DNS |              | 32    |    |    |    |
| Pilotos no aptos para puntuar ni bloquear |                                       |                         |                      |         |     |     |     |     |     |     |     |              |       |    |    |    |
|                                           | Didier Cousserand Emmanuel Gachiteguy |                         | Renault Clio Cup III |         |     |     |     |     |     |     | 2   |              |       |    |    |    |
|                                           | David Serban                          | Endurance Team Rumania  | Ginetta G40          |         |     |     |     |     |     |     | 3   |              |       |    |    |    |
| D6                                        |                                       |                         |                      |         |     |     |     |     |     |     |     |              |       |    |    |    |
| 1                                         | Ivan Velasco                          | VSR Motorsport          | Ford Fiesta ST Line  | 2       | 2   | 3   | 7   | 4   | 1   | 9   | 3   | (232,8 - 8)  | 224,8 |    |    |    |
| 2                                         | Ángel Lafuente                        | VSR Motorsport          | Ford Fiesta ST Line  |         | 2   | 3   | 7   | 4   | 1   | 9   | 3   |              | 184,8 |    |    |    |
| 3                                         | Raúl Rampérez Raúl Cerrada            | VSR Motorsport          | BMW 325i             | Ret     | 8   | 8   | 2   | 2   | 11  | 3   | 1   |              | 165,4 |    |    |    |
| 4                                         | Miquel Socias                         | Mallorca Competició     | Ford Fiesta ST Line  |         | 3   | 1   | 4   | 3   | 6   | 5   |     |              | 164   |    |    |    |
| 5                                         | Ángel Franco                          | VSR Motorsport          | Ford Fiesta ST Line  | 2       | 5   | 7   | 6   | 11  | 7   | 6   | 2   | (166,6 - 5)  | 161,6 |    |    |    |
| 6                                         | Óscar Auñón                           | VSR Motorsport          | BMW 325i             | Ret     | 8   | 8   |     |     | 2   | 1   | 1   |              | 132,4 |    |    |    |
| 7                                         | Fernando Benito                       | RACE                    | Ford Fiesta ST Line  |         | 4   | 2   | 8   | 7   | 3   | 7   |     |              | 84    |    |    |    |
| 8                                         | Vicente Vallés                        |                         | Ford Fiesta ST Line  | 1       | 1   | 6   | Ret | 5   |     |     |     |              | 128   |    |    |    |
| 9                                         | Miguel Grande                         | Extremadura Rallye Team | Ford Fiesta ST Line  |         | 6   | 9   | 10  | 12  | 4   | 4   |     |              | 82    |    |    |    |
| 10                                        | Israel De Ana                         |                         | Ford Fiesta ST Line  |         | DNS | Ret |     |     |     |     |     |              | 80    |    |    |    |
| 10                                        | Israel De Ana                         | Peugeot 207 HTP         |                      |         |     | 1   | 1   | Ret | Ret |     |     |              | 80    |    |    |    |
| 11                                        | Javier Cicuendez                      | Slt Racing              | Citroën Saxo 1.6 i   | Ret     | Ret | 5   | 3   | 14  | 12  | 8   |     |              | 68    |    |    |    |
| 12                                        | Fernando Navarrete                    | VSR Motorsport          | Ford Fiesta ST Line  |         |     |     |     |     | 7   | 6   | 2   |              | 63,6  |    |    |    |
| 13                                        | José Antonio Chicoy                   | Desguaces La Torre      | Ford Fiesta ST Line  | Ret     | 10  | 11  | Ret | 8   | Ret | 2   |     |              | 57    |    |    |    |
| 14                                        | José Alacid                           | RACE                    | Ford Fiesta ST Line  | Ret     |     |     |     |     | 3   | 7   |     |              | 46    |    |    |    |
| 15                                        | Pedro José Herraiz                    | Club Jarama Sport       | Suzuki Swift Cup     | Ret     | 7   | 12  | 9   | 9   | 8   | Ret |     |              | 44    |    |    |    |
| 16                                        | Rubén Sabater                         | Desguaces La Torre      | Ford Fiesta ST Line  |         |     |     | 5   | 6   |     |     |     |              | 36    |    |    |    |
| 17                                        | Busian Fontan                         | Club Jarama Sport       | Suzuki Swift Cup     | Ret     | 7   | 12  | 9   | 9   | Ret | DNS |     |              | 34    |    |    |    |
| 18                                        | Micaela Tur                           | MotorClub Sr Pitius     | Ford Fiesta ST Line  |         | 9   | 10  | 11  | 10  | 10  |     |     |              | 31    |    |    |    |
| 19                                        | Sergio Torres                         | MotorClub Sr Pitius     | Ford Fiesta ST Line  |         | 9   | 10  | 11  | 10  |     | 12  |     |              | 29    |    |    |    |
| 20                                        | Eduardo Alonso                        | Club Jarama Sport       |                      |         |     |     | 8   | 7   |     |     |     |              | 24    |    |    |    |
| =                                         | Antonio Aguado Ignacio Hervás         | Desguaces La Torre      | Ford Fiesta ST Line  |         | Ret | 4   |     |     |     |     |     |              | 24    |    |    |    |
| 21                                        | Samuel Pineda                         | Chefo Sport             | Hyundai Getz Cup     |         |     |     |     |     | 5   | Ret |     |              | 20    |    |    |    |
| 22                                        | Daniel Cuadrado Gonzalo Cabañas       | Desguaces La Torre      | Ford Fiesta ST Line  |         |     |     |     |     | 9   | 10  |     |              | 14    |    |    |    |
| 23                                        | Javier Campo                          | Club Jarama Sport       | Suzuki Swift Cup     |         |     |     |     |     | 8   | Ret |     |              | 10    |    |    |    |
| 24                                        | Javier Jiménez Fco. J. Cortinas       | Chefo Sport             | Suzuki Swift Cup     |         |     |     |     |     | 13  | 11  |     |              | 8     |    |    |    |
| 25                                        | Martin Lombardini Ángel Llaguno       | RACE                    |                      |         |     |     | 12  | 13  |     |     |     |              | 7     |    |    |    |
| 26                                        | Mario Cortijo                         | Desguaces La Torre      | Ford Fiesta ST Line  |         |     |     |     |     | 14  | 13  |     |              | 5     |    |    |    |
|                                           | Samuel Gómez                          | Club Jarama Sport       | Suzuki Swift Cup     |         |     |     |     |     | Ret | DNS |     |              | 0     |    |    |    |

### Ford Fiesta Pura Pasión Cup
Sistema de puntuación
| Posición | 1.º | 2.º | 3.º | 4.º | 5.º | 6.º | 7.º | 8.º | 9.º | 10.º | 11.º | 12.º | 13.º | 14.º | 15.º |
| -------- | --- | --- | --- | --- | --- | --- | --- | --- | --- | ---- | ---- | ---- | ---- | ---- | ---- |
| Puntos   | 40  | 35  | 30  | 28  | 25  | 22  | 20  | 19  | 18  | 17   | 16   | 15   | 14   | 13   | 12   |

Resultados
| Pos | Piloto 1        | Piloto 2           | CAL† | CAL† | ARA | ARA | NAV | NAV | JAR | JAR | ARA† | ARA† | Pts |
| --- | --------------- | ------------------ | ---- | ---- | --- | --- | --- | --- | --- | --- | ---- | ---- | --- |
| 1   | Miquel Socias   |                    | 4    | 2    | 2   | 1   | 1   | 1   | 4   | 3   | 2    | DNP  | 311 |
| 2   | Fernando Benito | José Alacid        | 1    | 3    | 3   | 2   |     |     | 2   | 5   |      |      | 308 |
| 2   | Fernando Benito | Eduardo Alonso     |      |      |     |     | 6   | 4   |     |     |      |      | 308 |
| 2   | Fernando Benito | Rubén Sabater      |      |      |     |     |     |     |     |     | 4    | 2    | 308 |
| 3   | Ángel Lafuente  | Iván Velasco       | 2    | 1    | 1   | 3   | 4   | 2   | 1   | 6   | 5    | DNP  | 295 |
| 4   | Miguel Grande   |                    |      |      | 5   | 6   | 5   | 8   | 3   | 2   |      |      | 236 |
| 4   | Miguel Grande   | Salvador Tineo     |      |      |     |     |     |     |     |     | 1    | 1    | 236 |
| 5   | Micaela Tur     | Marcelo Torres     | 5    | 7    |     |     |     |     |     |     |      |      | 216 |
| 5   | Micaela Tur     | Sergio Torres      |      |      | 6   | 7   | 7   | 6   | 7   | 8   | 7    | 4    | 216 |
| 6   | José Chicoy     |                    | 6    | 4    | 7   | 8   | Ret | 5   | Ret | 1   | 3    | DNP  | 184 |
| 7   | Ángel Franco    |                    | Ret  | 6    | 4   | 5   | 3   | 7   |     |     |      |      | 178 |
| 7   | Ángel Franco    | Fernando Navarrete |      |      |     |     |     |     | 5   | 4   |      |      | 178 |
| 8   | Ignacio Hervás  | Óscar Palomo       | 3    | 5    |     |     |     |     |     |     |      |      | 148 |
| 8   | Ignacio Hervás  | Ángel Aguado       |      |      | Ret | 4   |     |     |     |     |      |      | 148 |
| 8   | Rubén Sabater   |                    |      |      |     |     | 2   | 3   |     |     |      |      | 148 |
| 9   | Daniel Martínez | David Martínez     |      |      |     |     |     |     |     |     | 6    | 3    | 52  |
| 10  | Daniel Cuadrado |                    |      |      |     |     |     |     | 6   | 7   |      |      | 42  |
| 10  | Eduardo Alonso  | Martin Lombardini  | Ret  | Ret  |     |     |     |     |     |     |      |      | 37  |
| 10  | Israel De Ana   |                    |      |      | DNS | Ret |     |     |     |     |      |      | 37  |
| 10  | Ángel Llaguno   | Martin Lombardini  |      |      |     |     | 8   | 9   |     |     |      |      | 37  |
| 11  | Mario Cortijo   |                    |      |      |     |     |     |     | 8   | 9   |      |      | 37  |

† La ronda inaugural se disputó en Calafat los días 27 y 28 de abril y no estuvo acompañada por el CER-GT. La ronda final tampoco.

## Campeonato de España de GT
| Pos                                       | Piloto                                 | Cat. | Escudería                | Coche                  | CRT | ARA† | ARA† | NAV | NAV | JAR | JAR | CAT | Retención | Pts |
| ----------------------------------------- | -------------------------------------- | ---- | ------------------------ | ---------------------- | --- | ---- | ---- | --- | --- | --- | --- | --- | --------- | --- |
| 1                                         | Pedro Marreiros Nuno Batista           | C2   | Veloso Motorsport        | Porsche 911 GT3 Cup    | 1   | 4    | 3    | 2   | 1   | 4   | 3   |     |           | 228 |
| 2                                         | Manuel Cintrano Javier Morcillo        | C1   | E2P                      | Mosler MT900           | Ret | 1    | 1    | 1   | 3   | 6   | Ret | 6   |           | 184 |
| 3                                         | José Roger Chalmeta                    | C2   | Esc. Costa Daurada       | Transam Euro Camaro    | 5   | 3    | 4    |     |     | 2   | 2   | 7   |           | 176 |
| 4                                         | José Martínez Javier Escobar           | C3   | E2P                      | Ginetta G50            | 2   | 8    | 7    | Ret | 8   |     |     |     |           | 155 |
| 4                                         | José Martínez Javier Escobar           | C3   | E2P                      | KTM X-Bow GT4          |     |      |      |     |     | 8   | 5   | 4   |           | 155 |
| 5                                         | Nikolay Dmitriev Alberto De Marín      | C3   | NM Racing Team           | Ginetta G55 GT4        | 3   | 5    | 5    | 6   | 7   |     |     | 5   |           | 148 |
| 6                                         | Christer Lindholm Gregor Dobrowolski   | C3   | SPV Racing               | Porsche Cayman         | Ret |      |      |     |     |     |     |     |           | 134 |
| 6                                         | Christer Lindholm Gregor Dobrowolski   | C1   | SPV Racing               | Mercedes SLS AMG GT3   |     | DNS  | DNS  | 4   | 5   | 7   | 4   | 1   |           | 134 |
| 7                                         | Lionel Amrouche                        | C1   |                          | Vortex                 | 6   | 2    | 2    | 7   | 2   |     |     | Ret |           | 132 |
| 8                                         | Luís Villalba Francesc Gutiérrez       | C1   |                          | Mosler MT900           | 4   | 9    | DNS  | 8   | Ret | 3   | 1   | Ret |           | 122 |
| 9                                         | Philippe Gruau                         | C1   |                          | Vortex                 | Ex  | 2    | 2    | 7   | 2   |     |     |     |           | 104 |
| 10                                        | José Antonio Ledesma                   | C3   | KTM by Sergio Borrell    | KTM X-Bow GT4          |     | 7    | 6    | 3   | 4   | 5   | Ret | DNS |           | 99  |
| 11                                        | Miguel Fernández                       | C3   | KTM by Sergio Borrell    | KTM X-Bow GT4          |     |      |      | 3   | 4   | 5   | Ret |     |           | 76  |
| 12                                        | Philippe Valenza                       | C1   |                          | Vortex                 | 6   |      |      |     |     |     |     | Ret |           | 51  |
| 12                                        | Philippe Valenza                       | C3   | KTM by Sergio Borrell    | KTM X-Bow GT4          |     | 7    | 6    |     |     |     |     |     |           | 51  |
| 13                                        | Miguel Ángel de Castro Antonio Escámez | C1   | Drivex School            | Mercedes SLS AMG GT3   |     |      |      |     |     | 1   | DNS |     |           | 40  |
| 14                                        | Jorge Rodrigues                        | C3   | Veloso Motorsport        | Maserati Trofeo MC GT4 | Ret | DNS  | DNS  | 5   | 6   |     |     |     |           | 36  |
| 15                                        | Pierre-Yves Rousoux                    | C2   | Esc. Costa Daurada       | Transam Euro Camaro    | 5   |      |      |     |     |     |     |     |           | 32  |
| 16                                        | Nicolas Nobs                           | C1   |                          | GC10 V6                |     |      |      | DNS | Ret | 9   | 6   |     |           | 24  |
| 17                                        | Luís Aguilera                          | C1   | Escudería Motor Terrassa | Ginetta GT3            | Ret | 6    | 8    |     |     | Ret | Ret | Ret |           | 18  |
| 18                                        | Patrick Cunha                          | C3   | Veloso Motorsport        | Maserati Trofeo MC GT4 | Ret | DNS  | DNS  |     |     |     |     |     |           | 0   |
| =                                         | Stephane Cottrell                      | C1   |                          | Vortex                 | Ex  |      |      |     |     |     |     |     |           | 0   |
| Pilotos no aptos para puntuar ni bloquear |                                        |      |                          |                        |     |      |      |     |     |     |     |     |           |     |
|                                           | Daniel Díaz-Varela Manel Cerqueda jr.  | C3   | Baporo Motorsport        | Audi R8 GT4            |     |      |      |     |     |     |     | 2   |           |     |
|                                           | Danner Frederik Per Anderson           | C3   | SPV Racing               | Audi R8 GT4            |     |      |      |     |     |     |     | 3   |           |     |

† En la carrera 1 de Motorland se otorgó solo la mitad de la puntuación al no cumplirse el número mínimo de vueltas de carreras reglamentarias.